# Нильсен, Расмус
Расмус Нильсен (дат. Rasmus Nielsen; 4 июля 1809 — 30 сентября 1884) — датский богослов, философ, преподаватель, духовный и философский писатель, профессор Копенгагенского университета.

## Биография
Родился в очень бедной семье, среднее образование получил с помощью деревенского священника, заметившего его способности и решившего помочь ему. В 20-летнем возрасте поступил в соборную школу в Виборге, окончив её в 1832 году. В 1837 году получил степень кандидата богословия, в 1840 году — право читать лекции. Уже в 1841 году смог занять кафедру философии в Копенгагенском университете, в 1850 году получил звание ординарного профессора. В 1868 году стал почётным доктором университета в Лунде, в 1876 году членом Академии наук, в 1880/1881 учебном году избирался ректором университета. В отставку вышел в 1883 году по состоянию здоровья.
Считался одним из крупнейших богословов Дании своего времени, опубликовавшим большое количество трудов. Первоначально приверженец философии Гегеля, вскоре он резко изменил свои взгляды под влиянием Кьеркегора. Эта перемена взглядов впервые проявилась в статье Hильсена «Evangelietroen og den moderne Bevidstbed» («Вера в Евангелие и современное сознание», 1849), за которой последовали резкие нападки на догматику епископа Мартенсена. С того времени он смотрел на веру и знание как на два противоположных принципа, допуская, однако, возможность их совмещения в сознании, именно благодаря их различию. Свои взгляды он подробно изложил в своих лекциях «Hindringer og Betingelsev for det aandelige Liv i Nutiden» («Препятствия и условия для развития духовной жизни в наше время», 1868) и в «Religionsfilosofi» («Религиозная философия», 1869). Главный философский труд Нильсена — «Grundideernes Logik» («Логика основных идей», 1864—1866). В первую очередь он настаивал на различии между мышлением и бытием или между знанием и силой, пытаясь одновременно логическим путём доказать их единство. Учение Нильсена о вере и знании подало повод к ожесточённой полемике, из которой выделялась статья Х. Брёхнера «Problemet om Tro og Viden» (Hans Brøchner; 1868).